# Olympische Sommerspiele 1920/Leichtathletik – Weitsprung (Männer)

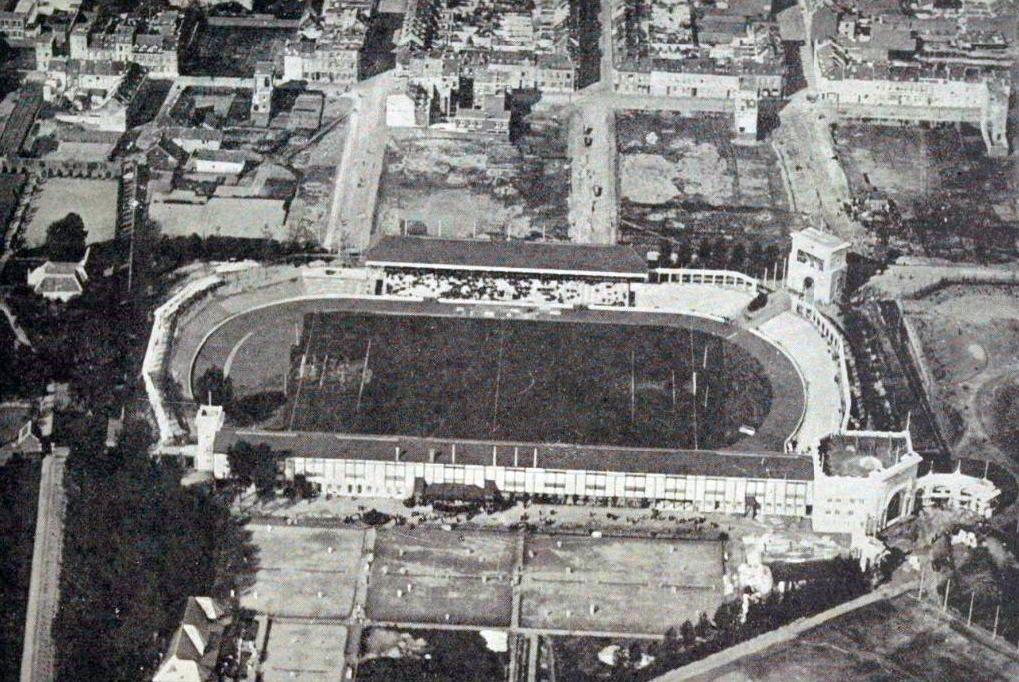
Das Antwerpener Olympiastadion

Der Weitsprung der Männer bei den Olympischen Spielen 1920 in Antwerpen wurde am 17. und 18. August 1920 im Antwerpener Olympiastadion ausgetragen. 29 Athleten nahmen daran teil.
Olympiasieger wurde der Schwede William Petersson vor dem US-Springer Carl Johnson, Bronze gewann der Schwede Erik Abrahamsson.
Der Schweizer Hans Kindler scheiterte in der Qualifikation. Er wurde 15. mit einer Weite von 6,34 m. Athleten aus Deutschland und Österreich waren von der Teilnahme an diesen Spielen ausgeschlossen.

## Bestehende Rekorde
Peter O’Connors unten genannte Weltrekord-Weite wurde nachträglich vom Weltleichtathletikverband als Weltrekord anerkannt.
| Weltrekord         | 7,61 m | Peter O’Connor ( Großbritannien) | Dublin, Irland         | 5. August 1901 |
| Olympischer Rekord | 7,60 m | Albert Gutterson ( USA)          | OS Stockholm, Schweden | 12. Juli 1912  |

Der bestehende olympische Rekord wurde hier in Antwerpen sicher auch wegen des morastigen Anlaufs sehr deutlich verfehlt.

## Durchführung des Wettbewerbs
Alle 29 Springer hatten am 17. August um Start: 9.00 Uhr eine Qualifikationsrunde zu springen. Die besten sechs Athleten – hellblau unterlegt – zogen ins Finale ein, das am 21. August um 15.45 Uhr begann. Wie schon bei früheren Olympischen Spielen gingen in der Qualifikation erzielte Weiten mit in das Endresultat ein. Allerdings konnten sich abgesehen vom sechstplatzierten Rolf Franksson alle Finalteilnehmer im Finale steigern.

## Qualifikation
Datum: 17. August 1920, 9.00 Uhr
| Platz | Name              | Nation           | Weite  | Anmerkung                           |
| ----- | ----------------- | ---------------- | ------ | ----------------------------------- |
| 1     | William Petersson | Schweden         | 6,94 m |                                     |
| 2     | Erik Abrahamsson  | Schweden         | 6,86 m |                                     |
| 3     | Carl Johnson      | USA              | 6,82 m |                                     |
| 4     | Rolf Franksson    | Schweden         | 6,73 m |                                     |
| 5     | Dink Templeton    | USA              | 6,67 m |                                     |
| 6     | Erling Aastad     | Norwegen         | 6,62 m |                                     |
| 7     | Sol Butler        | USA              | 6,60 m |                                     |
| 8     | Einar Ræder       | Norwegen         | 6,59 m |                                     |
| 9     | Gösta Bladin      | Schweden         | 6,57 m | 21 Fuß 6 4/5 Zoll (entspr. 6,570 m) |
| 10    | Johan Johannesen  | Norwegen         | 6,57 m | 21 Fuß 6 3/4 Zoll (entspr. 6,565 m) |
| 11    | Jack Merchant     | USA              | 6,50 m |                                     |
| 11    | Eugène Coulon     | Frankreich       | 6,50 m |                                     |
| 13    | William Hunter    | Großbritannien   | 6,42 m |                                     |
| 14    | Marcel Orfidan    | Frankreich       | 6,39 m |                                     |
| 15    | Hans Kindler      | Schweiz          | 6,34 m |                                     |
| 16    | Eero Lehtonen     | Finnland         | 6,29 m |                                     |
| 17    | Charles Courtin   | Frankreich       | 6,23 m |                                     |
| 18    | Gustave de Bruyne | Belgien          | 6,20 m |                                     |
| 19    | Hugo Lahtinen     | Finnland         | 6,19 m |                                     |
| 20    | Harold Abrahams   | Großbritannien   | 6,05 m |                                     |
| 21    | Edmond Médécin    | Monaco           | 6,04 m |                                     |
| 22    | Charles Lively    | Großbritannien   | 5,87 m |                                     |
| 23    | Henri Pleger      | Luxemburg        | 5,82 m |                                     |
| 24    | Jean Lefèvre      | Belgien          | 5,79 m |                                     |
| 25    | Julien Lehouck    | Belgien          | 5,76 m |                                     |
| 26    | František Šretr   | Tschechoslowakei | 5,55 m |                                     |
| 27    | Charles Guézille  | Frankreich       | 5,49 m |                                     |
| 28    | Paul Hammer       | Luxemburg        | 5,45 m |                                     |
| 29    | Nicolas Kanivé    | Luxemburg        | 5,42 m |                                     |

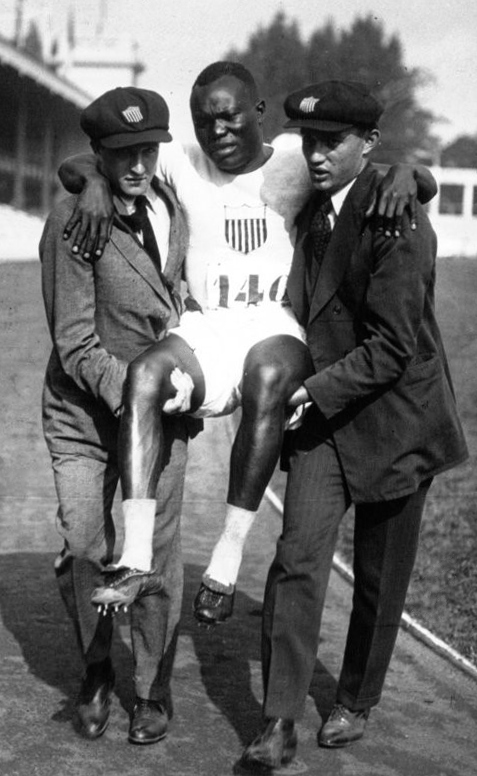
Der verletzte Sol Butler erreichte mit 6,60 m als Siebtplatzierter nicht das Finale

Weitere in der Qualifikation ausgeschiedene Weitspringer:

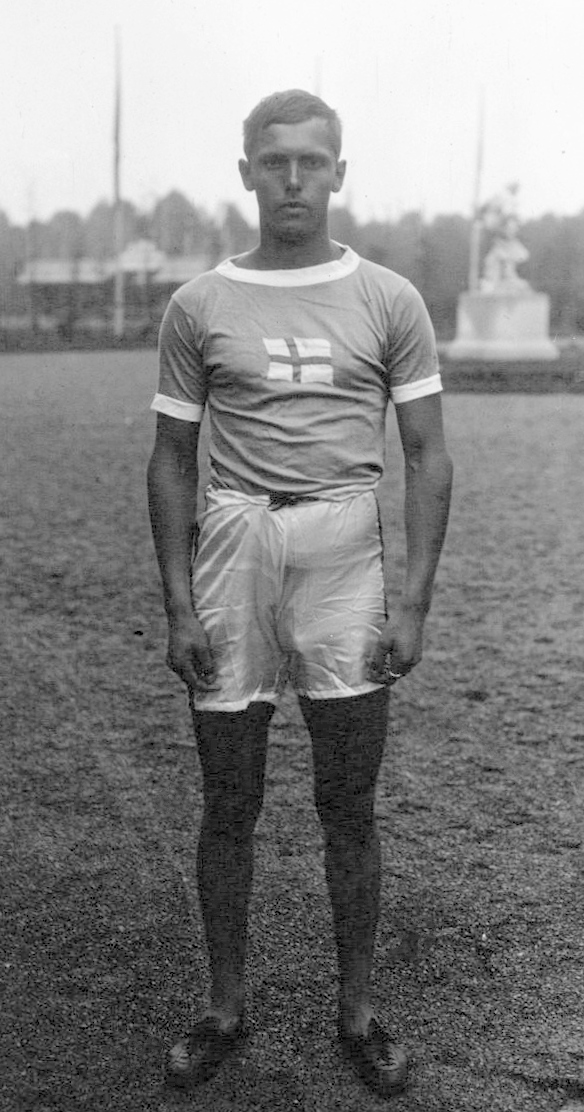
Eero Lehtonen – 6,29 m/25.
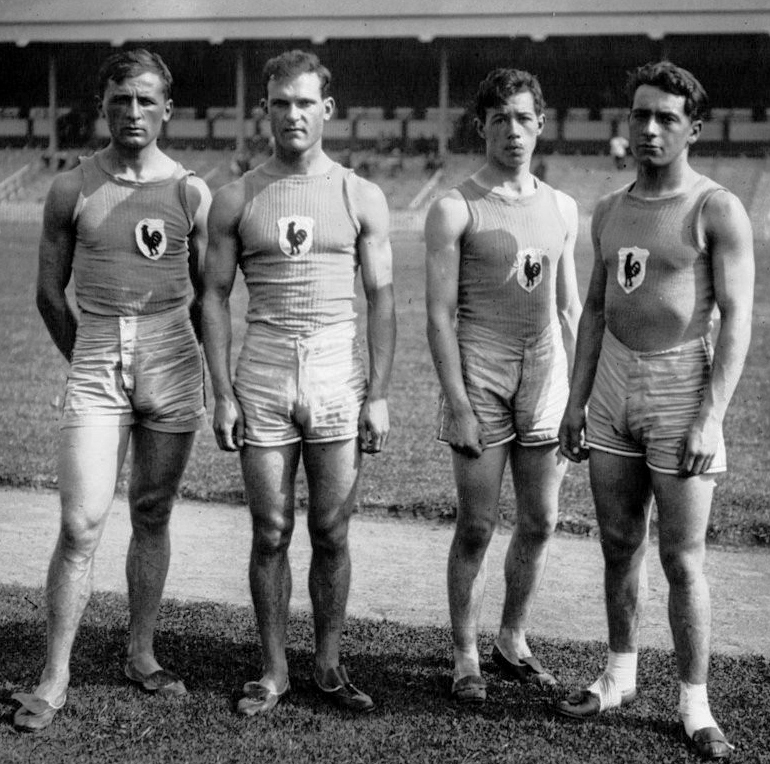
Das französische Weitsprungteam (v. l. n. r.): – Charles Guézille (5,49 m/27.), Marcel Orfidan (6,39 m/14.), Charles Courtin (6,23 m/17.), Eugène Coulon (6,50 m/11.)
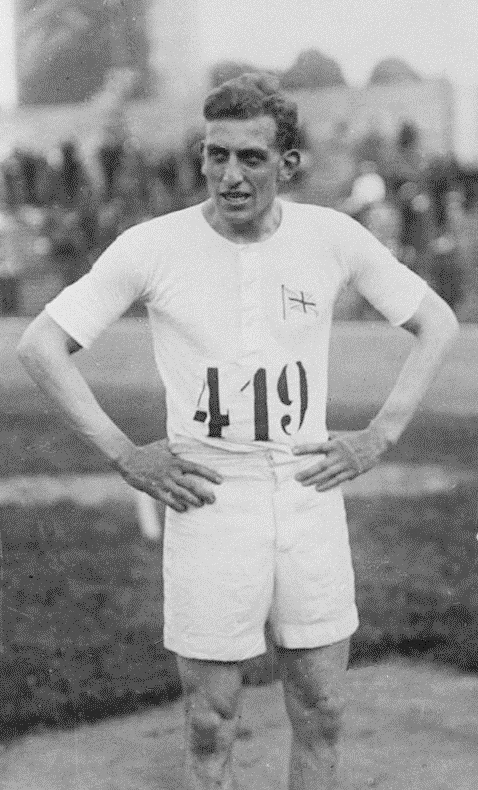
Harold Abrahams – Olympiasieger über 100 Meter von 1924 – 6,05 m/20.
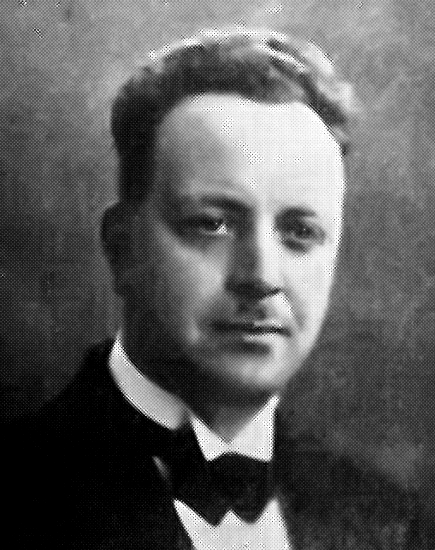
Julien Lehouck (hier in den 1940er Jahren, in denen er u. a. als Widerstandskämpfer aktiv war) – 5,76 m/25.

## Finale
Datum: 21. August 1920, 15.45 Uhr
| Platz | Name              | Nation   | Weite   | Anmerkung |
| ----- | ----------------- | -------- | ------- | --------- |
| 1     | William Petersson | Schweden | 7,150 m |           |
| 2     | Carl Johnson      | USA      | 7,095 m |           |
| 3     | Erik Abrahamsson  | Schweden | 7,080 m |           |
| 4     | Dink Templeton    | USA      | 6,950 m |           |
| 5     | Erling Aastad     | Norwegen | 6,885 m |           |
| 6     | Rolf Franksson    | Schweden | 6,730 m |           |

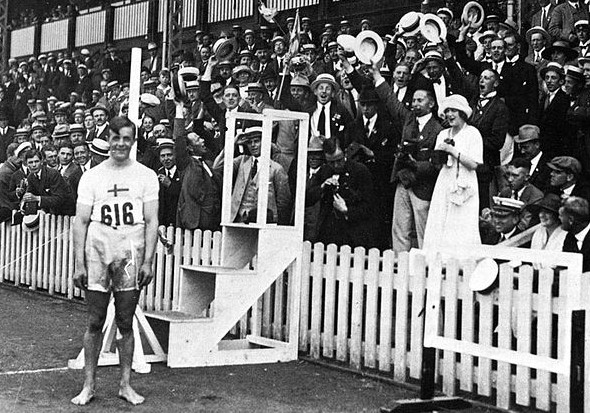
Olympiasieger William Petersson

Die US-amerikanischen Olympiaausscheidungen hatte Sol Butler gewonnen und dabei ausgezeichnete 7,52 m erzielt, sodass er als Favorit nach Antwerpen fuhr. Doch in der Qualifikation verletzte er sich bei seinem ersten Sprung und es blieb ihm nur Platz sieben. Wie beim Hochsprung hatten die Athleten mit einem eigentlich unzumutbarem morastigem Anlauf zu tun. So blieben die Leistungen deutlich unter Wert. William Petersson sorgte mit 7,15 m für einen schwedischen Sieg. Er änderte seinen Namen später in William Björnemann. Die weiteren Medaillen gewannen der US-Amerikaner Carl Johnson und Peterssons Landsmann Erik Abrahamsson.
Der Schwede Petersson beendete mit seinem Sieg die US-Serie im Weitsprung. In den bisherigen fünf olympischen Wettkämpfen – plus dem Wettbewerb bei den Olympischen Zwischenspielen 1906 – hatte es ausschließlich US-Siege gegeben. Von den 15 Olympiamedaillen gingen elf an Athleten aus den USA – dazu noch eine Gold- und eine Bronzemedaille im Jahre 1906.

Carl Johnson (USA), Gewinner der Silbermedaille (Aufnahme von 1919)
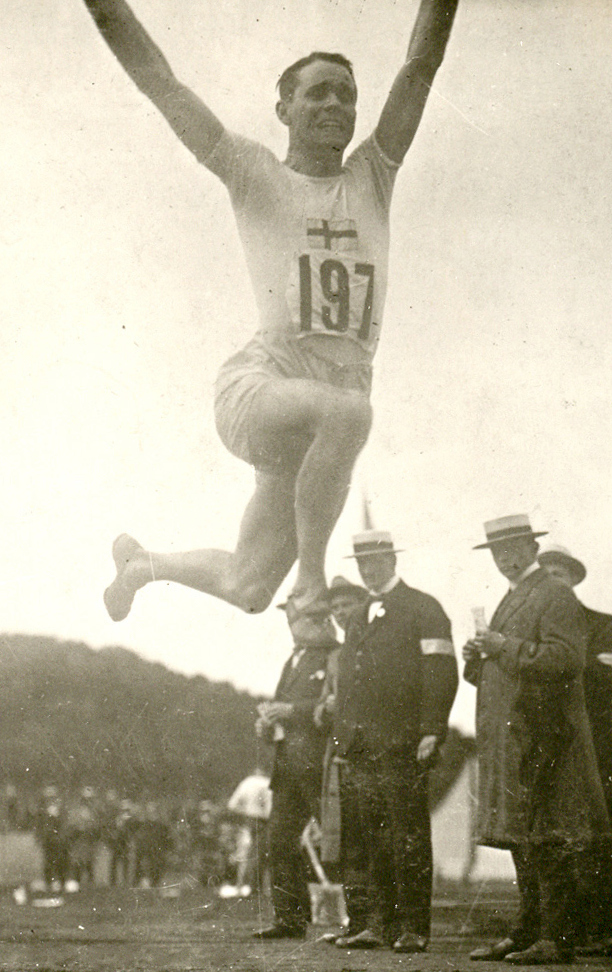
Der Olympiadritte Erik Abrahamsson
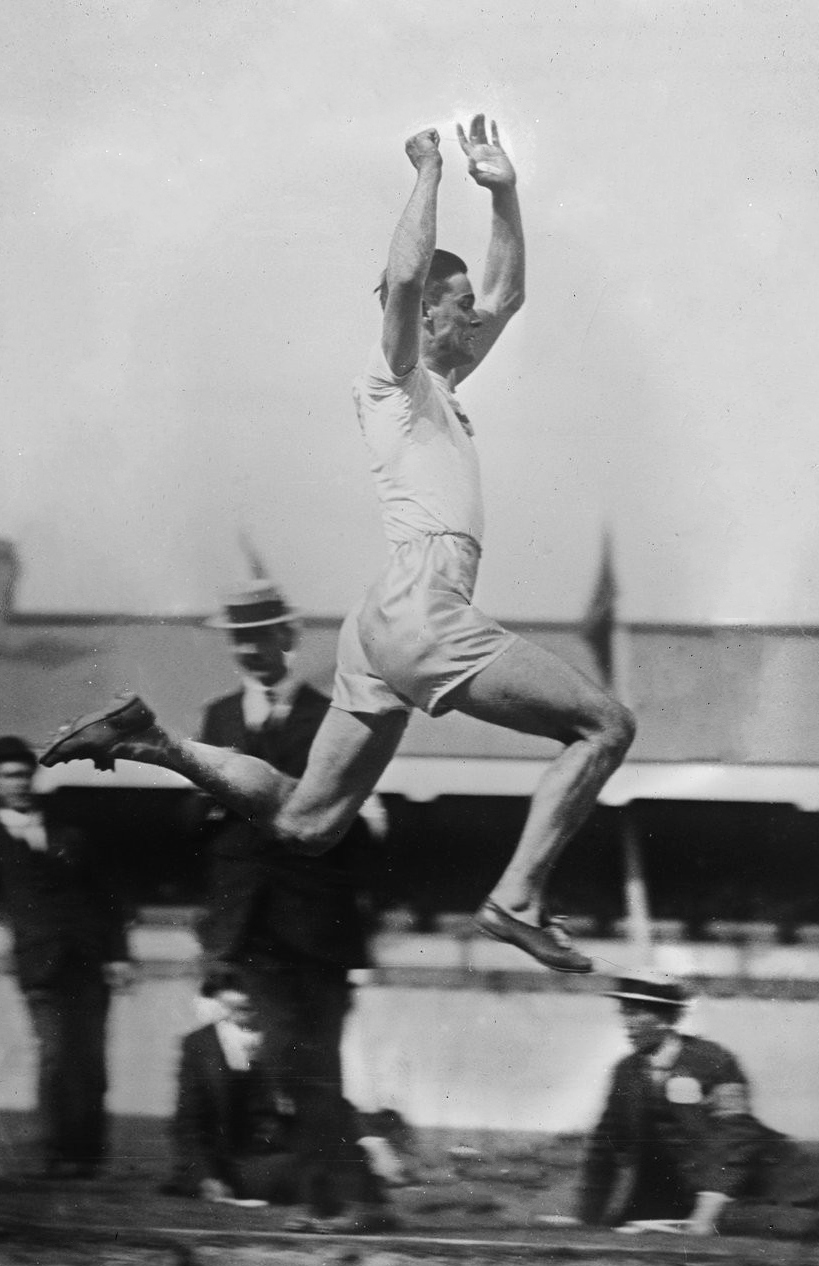
Dink Templeton belegte Rang vier
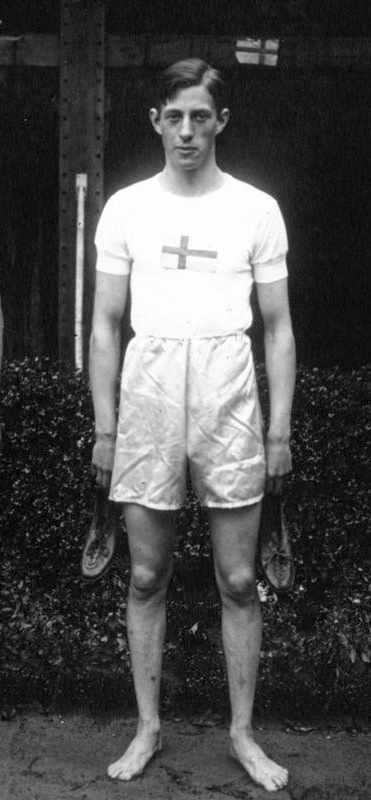
Platz sechs für Rolf Franksson

## Video
- William Petterson Wins Long Jump With Coin In His Shoe - Antwerp 1920 Olympics , youtube.com, abgerufen am 27. Mai 2021